# Ledigos
Ledigos es municipio y localidad española de la provincia de Palencia, en la comunidad autónoma de Castilla y León.

## Historia
El Camino de Santiago Francés, en el que se encuentra, ha determinado parte de su historia.
A la caída del Antiguo Régimen la localidad se constituye en municipio constitucional en el partido de Carrión de los Condes, entonces conocido como Bustillo del Páramo que en el censo de 1842 contaba con 49 hogares y 255 vecinos.

## Demografía
Cuenta con una población de 62 habitantes (INE 2024).
| Gráfica de evolución demográfica de Ledigos entre 1842 y 2021                                                         |
| |
| Población de derecho según los censos de población del INE. Población de hecho según los censos de población del INE. |

## Patrimonio

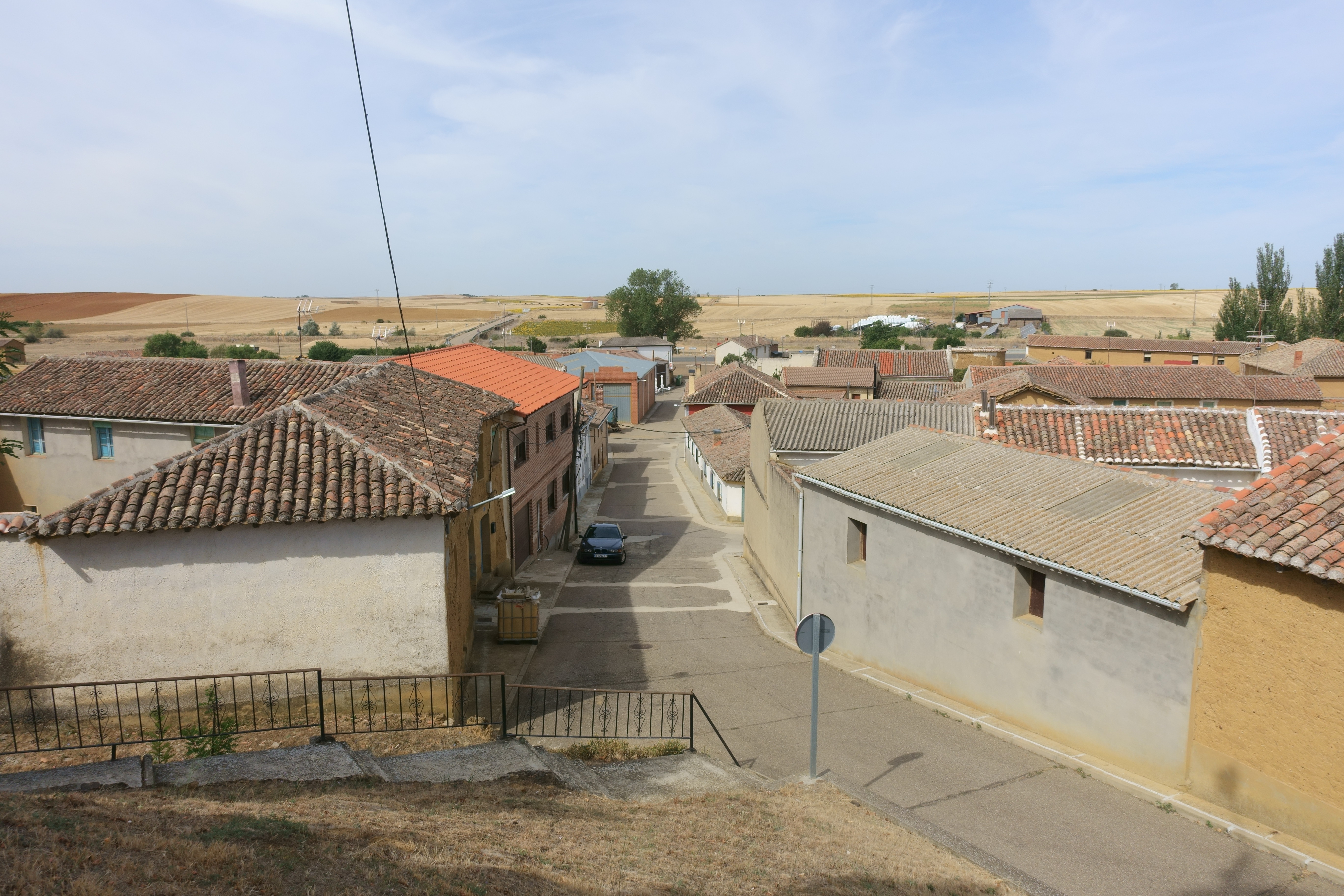
Vista parcial desde la iglesia

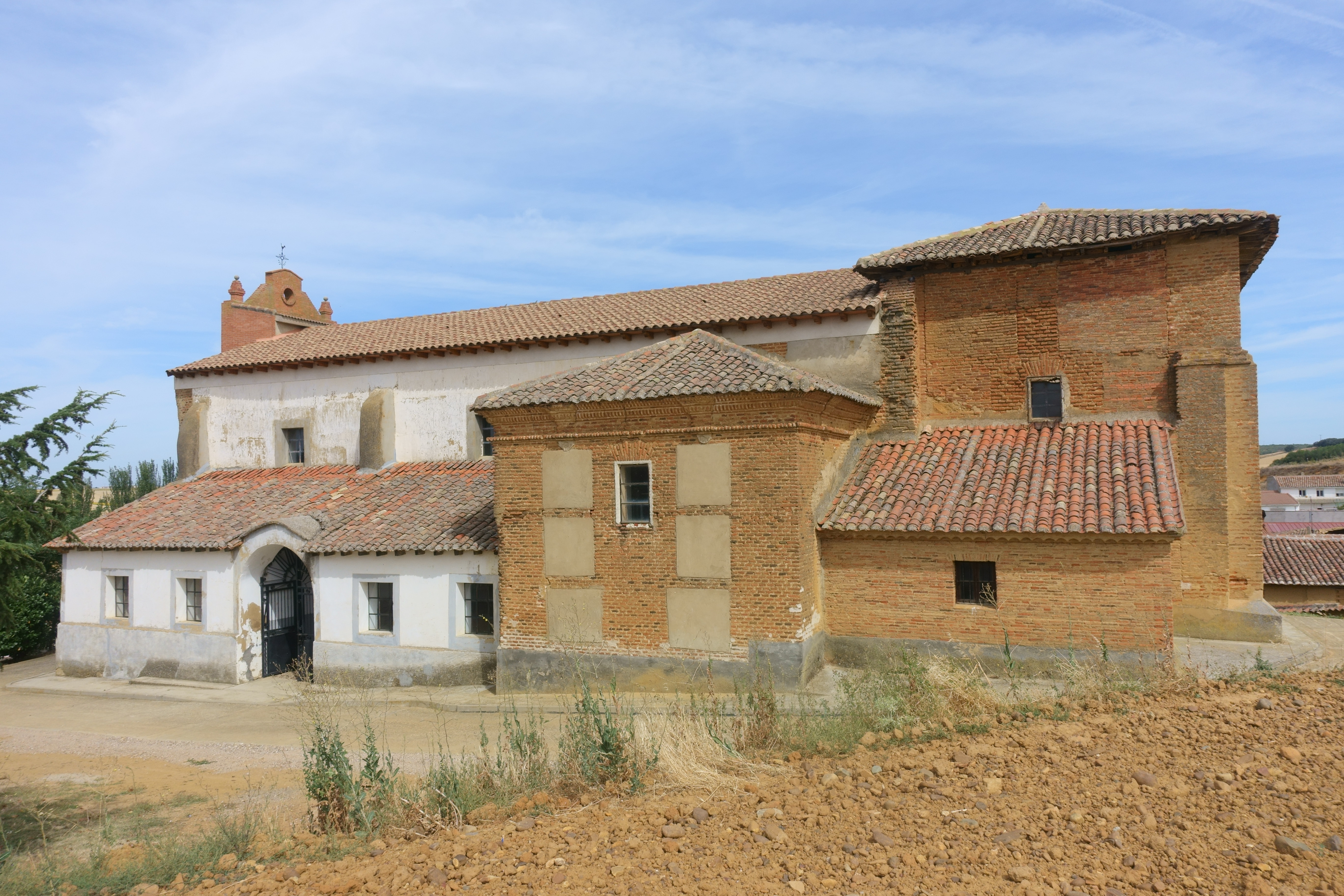
Iglesia de Santiago Apóstol

- Hospital de San Lázaro: desaparecido (hay un hito de piedra junto a la carretera de Población de Arroyo que indica su ubicación), que llegó a tener su relevancia entre los peregrinos. Demolido en 1752, su piedra, su madera y su clavazón fueron empleados en las obras de la ermita de Nuestra Señora de Vallejera, situada a kilómetro y medio del actual caserío.
- Iglesia parroquial: la Iglesia de Santiago también tiene su especial vinculación con el Camino, pues algunos historiadores apuntan que es el único templo en todo el trayecto en el que existen representaciones de los tres Santiagos: el peregrino, el apóstol y el matamoros. Se trata de una iglesia de una sola nave del siglo XVII.

Se cubre con bóvedas de arista y cúpula ciega en el transepto. Retablos del siglo XVII y XVIII forman su patrimonio. Destaca el crucificado (atribuido por el Dr. Parrado del Olmo a Juan Sáez de Torrecilla). La actual espadaña es una construcción moderna de ladrillo, ya que el campanario original se desplomó en el siglo pasado. Se encuentra en un altozano desde el cual se puede divisar el cercano pueblo Terradillos de los Templarios.

## Cultura

### Fiesta
- 25 de julio: Santiago Apóstol.